# Audi RSQ
El Audi RSQ es un prototipo de automóvil deportivo cupé que  fabricó la marca alemana Audi en 2005. Este automóvil apareció en la película Yo, robot, conducido por el detective Spooner (interpretado por Will Smith).

## Características
Posee unos neumáticos esféricos, puertas de tijera (de apertura superior), parabrisas panorámico, control por voz, conducción autónoma (en la película).